# Paraboea swinhoei
Paraboea swinhoei är en tvåhjärtbladig växtart som först beskrevs av Henry Fletcher Hance, och fick sitt nu gällande namn av Brian Laurence Burtt. Paraboea swinhoei ingår i släktet Paraboea och familjen Gesneriaceae. Inga underarter finns listade i Catalogue of Life.